# Campionati europei di atletica leggera indoor 1988 - 60 metri piani maschili
I 60 metri piani si sono tenuti il 5 marzo 1988 presso lo Sportcsarnok di Budapest, in Ungheria.

## La gara
Il tempo più veloce nelle batterie in 6"65 è di tre atleti: Sven Matthes – il favorito perché, appena maggiorenne, deteneva il terzo tempo mondiale dell'anno, avendo stabilito, il 13 febbraio a Vienna, il nuovo record mondiale juniores con il tempo di 6"53, un primato che avrebbe resistito per 13 anni tra il 1988 e il 2001 –, assieme al trentatreenne belga Ronald Desruelles (con primato personale di 6"56 a Sindelfingen, appena stabilito il 5 febbraio) e al bulgaro Anri Grigorov (il suo record di 6"59, raggiunto il 28/2, rappresentava il 28º crono di tutti i tempi).
Alle semifinali esce fuori però l'imponente nero britannico Linford Christie, laureatosi campione europeo a Stoccarda '86 sui 100, migliorando il personale di 3 centesimi con 6"55.
La finale è prevista nella medesima giornata con i due italiani che ottengono le corsie esterne: Pierfrancesco Pavoni, per problemi con i blocchi di partenza, ha raggiunto soltanto il quinto tempo in 6"62, come il siciliano Antonio Ullo.
In finale accanto a Pavoni c'è Christie: l'azzurro parte prima dell'avversario allo sparo dello starter, ma non riesce ad accelerare, mentre l'inglese con una graduale progressione supera tutti con il tempo di 6"57, nonostante la brutta partenza. Quindi il fotofinish assegna il medesimo tempo di 6"60 a tre velocisti: Desruelles, il bulgaro Valentin Atanasov e Matthes, classificati nell'ordine, secondo, terzo e quarto. Solo 6"64 per Pavoni e 6"67 per Antonio Ullo, giunto per ultimo.

## Risultati

### Batterie
Qualificazione: i primi due di ogni batteria (Q) e i 4 seguenti migliori tempi (q) vanno alle Semifinali.

#### Batteria 1
| Posizione | Corsia | Nome                | Nazionalità    | Tempo | Note |
| --------- | ------ | ------------------- | -------------- | ----- | ---- |
| 1         | -      | Sven Matthes        | Germania Est   | 6"65  | Q    |
| 2         | -      | Andreas Berger      | Austria        | 6"67  | Q    |
| 3         | -      | Barrington Williams | Regno Unito    | 6"68  | q    |
| 4         | -      | José Javier Arqués  | Spagna         | 6"77  | q    |
| 5         | -      | Fritz-Werner Heer   | Germania Ovest | 6"87  |      |
| 6         | -      | Ezio Madonia        | Italia         | dns   |      |

#### Batteria 2
| Posizione | Corsia | Nome              | Nazionalità    | Tempo | Note |
| --------- | ------ | ----------------- | -------------- | ----- | ---- |
| 1         | -      | Ronald Desruelles | Belgio         | 6"65  | Q    |
| 2         | -      | Antonio Ullo      | Italia         | 6"69  | Q    |
| 3         | -      | Jiří Valík        | Cecoslovacchia | 6"78  |      |
| 4         | -      | Daniel Darien     | Francia        | 6"85  |      |
| 5         | -      | Sandor Tóth       | Ungheria       | 6"91  |      |
| 6         | -      | Steve Brigman     | Germania Est   | dns   |      |

#### Batteria 3
| Posizione | Corsia | Nome             | Nazionalità    | Tempo | Note |
| --------- | ------ | ---------------- | -------------- | ----- | ---- |
| 1         | -      | Anri Grigorov    | Bulgaria       | 6"65  | Q    |
| 2         | -      | Linford Christie | Regno Unito    | 6"67  | Q    |
| 3         | -      | Stephan Schütz   | Germania Ovest | 6"76  | q    |
| 4         | -      | Endre Havas      | Ungheria       | 6"84  |      |
| 5         | -      | Achmed De Kom    | Paesi Bassi    | dns   |      |
| 6         | -      | Thomas Schröder  | Germania Est   | dns   |      |

#### Batteria 4
| Posizione | Corsia | Nome                 | Nazionalità    | Tempo | Note |
| --------- | ------ | -------------------- | -------------- | ----- | ---- |
| 1         | -      | Valentin Atanasov    | Bulgaria       | 6"67  | Q    |
| 2         | -      | Pierfrancesco Pavoni | Italia         | 6"67  | Q    |
| 3         | -      | László Karaffa       | Ungheria       | 6"70  | q    |
| 4         | -      | Luís Cunha           | Portogallo     | 7"00  |      |
| 5         | -      | Dietmar Schulte      | Germania Ovest | dns   |      |
| 6         | -      | Franz Ratzenberger   | Austria        | dns   |      |

### Semifinali
Qualificazione: i primi tre di ogni semifinale (Q) vanno alla Finale.

#### Semifinale 1
| Posizione | Corsia | Nome                 | Nazionalità    | Tempo | Note                                     |
| --------- | ------ | -------------------- | -------------- | ----- | ---------------------------------------- |
| 1         | -      | Ronald Desruelles    | Belgio         | 6"61  | Q                                        |
| 2         | -      | Valentin Atanasov    | Bulgaria       | 6"61  | Q                                        |
| 3         | -      | Pierfrancesco Pavoni | Italia         | 6"62  | Q                                        |
| 4         | -      | Barrington Williams  | Regno Unito    | 6"68  | Miglior prestazione personale stagionale |
| 5         | -      | László Karaffa       | Ungheria       | 6"68  |                                          |
| 6         | -      | Stephan Schütz       | Germania Ovest | 6"71  |                                          |

#### Semifinale 2
| Posizione | Corsia | Nome               | Nazionalità  | Tempo | Note |
| --------- | ------ | ------------------ | ------------ | ----- | ---- |
| 1         | -      | Linford Christie   | Regno Unito  | 6"55  | Q    |
| 2         | -      | Sven Matthes       | Germania Est | 6"60  | Q    |
| 3         | -      | Antonio Ullo       | Italia       | 6"62  | Q    |
| 4         | -      | Andreas Berger     | Austria      | 6"62  |      |
| 5         | -      | Anri Grigorov      | Bulgaria     | 6"62  |      |
| 6         | -      | José Javier Arqués | Spagna       | 6"70  |      |

### Finale
| Record mondiale       | Lee McRae      | 6"50 | Indianapolis | 7 marzo 1987     |
| Record dei Campionati | Marian Woronin | 6"51 | Liévin       | 21 febbraio 1987 |
| Capolista stagionale  | Brian Cooper   | 6"52 | Sherbrooke   | 24 gennaio 1988  |

Sabato 5 marzo 1988.
| Pos.    | Corsia | Atleta               | Età | Nazione      | Tempo | Note |
| ------- | ------ | -------------------- | --- | ------------ | ----- | ---- |
| Oro     | 5      | Linford Christie     | 27  | Regno Unito  | 6"57  |      |
| Argento | 2      | Ronald Desruelles    | 33  | Belgio       | 6"60  |      |
| Bronzo  | 3      | Valentin Atanasov    | 26  | Bulgaria     | 6"60  |      |
| 4       | 4      | Sven Matthes         | 18  | Germania Est | 6"60  |      |
| 5       | 6      | Pierfrancesco Pavoni | 25  | Italia       | 6"64  |      |
| 6       | 1      | Antonio Ullo         | 25  | Italia       | 6"67  |      |